# تمکی
تمکی لکی (به لاتین: Tamaki laki) یک منطقهٔ مسکونی در افغانستان است که در قره‌باغ ولایت غزنی واقع شده‌است. در این مکان عموماً لک‌های مهاجر از ایران زندگی می‌کنند و تاریخچه آنان از زمان سفر کریم خان زند (وکیل الرئیا) به این مکان است.
از طایفه زند لک هستند.